# 590 (szám)
Az 590 (római számmal: DXC) egy természetes szám, szfenikus szám, a 2, az 5 és az 59 szorzata.

## A szám a matematikában
A tízes számrendszerbeli 590-es a kettes számrendszerben 1001001110, a nyolcas számrendszerben 1116, a tizenhatos számrendszerben 24E alakban írható fel.
Az 590 páros szám, összetett szám, azon belül szfenikus szám, kanonikus alakban a 21 · 51 · 591 szorzattal, normálalakban az 5,9 · 102 szorzattal írható fel. Nyolc osztója van a természetes számok halmazán, ezek növekvő sorrendben: 1, 2, 5, 10, 59, 118, 295 és 590.
Ötszögszám.
Az 590 négyzete 348 100, köbe 205 379 000, négyzetgyöke 24,28992, köbgyöke 8,38721, reciproka 0,0016949. Az 590 egység sugarú kör kerülete 3707,07933 egység, területe 1 093 588,403 területegység; az 590 egység sugarú gömb térfogata 860 289 543,5 térfogategység.